# Ezio Brevi
Ezio Pietro Brevi (Roma, 20 gennaio 1970) è un allenatore di calcio ed ex calciatore italiano, di ruolo centrocampista.
È fratello di Oscar, a sua volta allenatore ed ex calciatore.

## Caratteristiche tecniche

### Giocatore
Mediano incontrista, veniva utilizzato in fase di contenimento e interdizione per le sue doti di forza e pressing. Per queste sue caratteristiche la tifoseria genoana lo ha soprannominato The Wall.

## Carriera

### Giocatore
Dopo molti anni nei dilettanti (nel Trezzano sul Naviglio con il fratello Oscar e nel Corsico), nel 1993 arriva alla Pro Sesto. Vi rimane per due stagioni, fino all'autunno 1995 quando viene acquistato dal Fiorenzuola, sempre in Serie C1, con cui manca l'approdo ai playoff. In seguito milita per una stagione nella Triestina in Serie C2 e per due nella Ternana, con cui ottiene la promozione in Serie B nel 1998 e la salvezza nella stagione successiva, indossando anche la fascia di capitano nella prima stagione con Luigi Delneri.
Nel 1999 esordisce in Serie A con la Reggina; debutta nella massima serie il 29 agosto 1999 sul campo della Juventus, totalizzando in due stagioni 57 presenze e un gol. Nel 2001 ridiscende in Serie B al Genoa, prima di tornare a gennaio a Terni, ceduto insieme a Davide Nicola per i problemi economici della squadra ligure; vi rimane fino al 2004, sempre nella serie cadetta.
Nel 2004 torna a Genova, dove conquista la A poi tolta a tavolino, e dopo la retrocessione dei Grifoni in Serie C1 per illecito sportivo, rescinde il contratto e passa al Catania. Con gli etnei ottiene una nuova promozione nella massima serie, al termine del campionato 2005-2006. Non riconfermato dal Catania, disputa la sua ultima stagione nella massima serie nelle file del Siena, con cui ottiene a 37 anni la salvezza contribuendo con 22 presenze e un gol.
Nel 2007 passa al Venezia, dove gioca col fratello Oscar. Nel 2008 passa al Como, seguendo nuovamente il fratello, per giocare nel campionato di Seconda Divisione vinto ai play-off con una doppia vittoria sull'Alessandria. Nella stagione successiva, sempre con la formazione lariana, partecipa al campionato di Prima Divisione ottenendo la salvezza.
In totale vanta 79 presenze e 2 reti in Serie A.

### Allenatore
Dal Luglio  2023 è il nuovo allenatore allenatore della squadra UNder 16 della Ternana Calcio
Dall'8 novembre 2010 è l'allenatore dello Sporting Terni, in Serie D, che con l'esonerato Carmelo Genovasi aveva collezionato dieci punti in dieci partite.
L'11 giugno 2011 viene ingaggiato come nuovo tecnico della Voluntas Spoleto, in attesa di ottenere il patentino di Coverciano per allenare, dove rimane per quattro stagioni.
Nella stagione 2017-2018 passa nello staff delle giovanili della Ternana per poi diventare il viceallenatore di Luigi De Canio a partire dal 21 febbraio 2018.
Nella stagione 2019-2020 diventa allenatore della Ducato Spoleto nel campionato di Eccellenza.
Il 23 giugno 2021 si accorda con gli Umbri del Cannara, in Serie D. Il 14 febbraio 2022, dopo la sconfitta interna contro lo Scandicci e con la squadra al terz'ultimo posto in classifica, viene sollevato dall'incarico.
Il 22 novembre 2023 diventa il nuovo allenatore dello Spoleto, in Eccellenza, sostituendo Francesco Raggi.  Al termine della stagione non viene confermato.

## Palmarès

### Giocatore

#### Competizioni nazionali
- Campionato Interregionale: 1

Corsico: 1991-1992